# Pastoralsymfonin (roman)
Pastoralsymfonin är en roman skriven av André Gide mellan februari och november 1918, och som sedan publicerades år 1919. Romanen handlar om religiösa, moraliska och känslomässiga konflikter.

## Sammanfattning
Romanen berättas i presens ur huvudpersonens perspektiv, en protestantisk pastor som på 1890-talet verkar i Jurabergen i franskspråkiga delen av Schweiz. Pastorn bor med sin fru och fem barn i en liten prästgård. Berättelsen tar formen av en dagbok i två häften. 
I samband med ett tjänsteärende hittar pastorn en ung blind föräldralös flicka hos en äldre släkting som just hade dött. Flickan, som kom att kallas Gertrude, hade aldrig lärt sig att prata, läsa eller skriva. Pastorn tog med Gertrude hem, och övertalade sin motvilliga fru att flickan skulle få bo hos dem medan pastorn gav henne undervisning i främst religion. I sin dagbok berättar pastorn om den protestantiska utbildning han gav till Gertrude, samtidigt som han sakta, utan att själv riktigt inse det, blir kär i Gertrude. När Gertrude lärt sig att prata, läsa och skriva, så blir pastorns äldsta son Jacques förälskad i Gertrude, som dock avvisar honom, då hon själv tror sig ha starkare känslor för hans far pastorn.
En operation ger Gertrude synen åter och när hon ser fadern och sonen blir hon kär i Jacques snarare än pastorn, även om hon, när hon fortfarande var blind, hade mer romantiska känslor för pastorn. Under tiden konverterade Jacques till katolicismen, och går in i en munkorden. Han avsäger sig därför också sina känslor för Gertrude. Synen tillåter Gertrude att iaktta världen som den är, inklusive ondska och synd. Pastorn hade försökt att dölja de fula sidorna i världen i åratal för att skydda den känsla av lycka som han försökt väcka hos henne. Gertrude dör slutligen i sviterna efter ett självmordsförsök under vilket hon nästan drunknade.
Pastorns beslut och ställningstaganden är betingade av hans tolkning av Bibeln och i synnerhet hans syn på skillnaden mellan Jesus ord och Paulus brev. Hans "gränslösa" tolkning av Jesus kärleksbudskap i nya testamentet gör honom till slut olycklig genom att Gertrude dör och hans son går i katolskt kloster.

## Runt arbetet
- Titeln på romanen kommer från symfonin med samma namn av Ludwig van Beethoven. I bokens första fjärdedel tar pastorn med Gertrude för att lyssna på denna symfoni som hänför henne till den grad att hon frågar honom om landsbygden verkligen är lika vacker som symfonins "scenen vid bäcken".

På bio
- 1938: La Symphonie pastorale (田園交響楽 Den'en kōkyōgaku?), japansk film i regi av Satsuo Yamamoto, med Setsuko Hara i huvudrollen.
- 1946: Pastoralsymfonin i regi av Jean Delannoy, med Michèle Morgan i huvudrollen.
- 1955: Sevdiğim Sendin, turkisk film i regi av Agah Hün, med Lale Oraloğlu i huvudrollen.
- 2013: La Symphonie pastorale (瞳を とじて Hitomi o tojite?), japansk film regisserad av Yōichirō Hayama.

På tv
- 1957: Sinfonia Pastoral, brasiliansk tv-film i regi av Flávio Rangel och sändes den 29 april 1957 på Rede Tupi-nätverket som en del av programmet Grande Teatro Tupi, med Carminha Brandão i huvudrollen.
- 1958: Pastoral Symphony, australisk tv-film som sändes 12 mars 1958 på ABC-nätverket.
- 1964: Sinfinía pastoral, argentinsk tv-film i regi av Martha Reguera sänds på Canal 9 som en del av programmet Ocho estrellas en busca de un amor, med Alba Castellanos i huvudrollen.